# Stan Cox
Stan Cox (eigentlich Stanley Ernest Walter Cox; * 15. Juli 1918 im London Borough of Haringey; † 27. Juni 2012 in Felixstowe) war ein britischer Langstreckenläufer.
Bei den Olympischen Spielen 1948 in London wurde er Siebter über 10.000 m. Im selben Jahr wurde er Englischer Meister über sechs Meilen.
1951 wurde er in 2:34:34 h Zweiter beim Polytechnic Marathon. Im Jahr darauf wurde er an selber Stelle hinter Jim Peters, der mit 2:20:43 h eine Weltbestzeit aufstellte, Zweiter in 2:21:42 h und qualifizierte sich damit für den Marathon der Olympischen Spiele 1952 in Helsinki, bei dem er nicht das Ziel erreichte. Beim Polytechnic Marathon 1953 und 1954 und beim Enschede-Marathon 1953 wurde Zweiter, jeweils geschlagen von Peters.  
Bei den British Empire and Commonwealth Games 1954 wurde er für England startend Fünfter über sechs Meilen. Beim Marathon, der an einem schwülheißen Tag stattfand, führte er, nachdem Peters auf der Stadionrunde dehydriert zusammengebrochen und aus dem Rennen genommen worden war, musste jedoch ebenfalls aufgeben, nachdem er benommen gegen einen Laternenpfahl lief.
1955 wurde er Dritter in Enschede und 1956 Englischer Vizemeister.

## Persönliche Bestzeiten
- 6 Meilen: 29:53,2 min, 1953
- 10.000 m: 31:07,0 min, 30. Juli 1948, London
- Marathon: 2:21:42 h, 14. Juni 1952, London